# Donje Biosko (Stari Grad)
Pour les articles homonymes, voir Donje Biosko.
Donje Biosko (en serbe cyrillique : Доње Биоско) est un village de Bosnie-Herzégovine. Il est situé dans la municipalité de Stari Grad, dans le canton de Sarajevo et dans la fédération de Bosnie-et-Herzégovine. Selon les premiers résultats du recensement bosnien de 2013, il compte 248 habitants.
Avant la guerre de Bosnie-Herzégovine, le village faisait entièrement partie de la municipalité de Stari Grad ; après la guerre, son territoire a été partiellement rattaché à la municipalité d'Istočni Stari Grad nouvellement créée et intégrée à la république serbe de Bosnie.

## Démographie

### Évolution historique de la population dans la localité
| 1948 | 1953 | 1961 | 1971 | 1981 | 1991 | 2013 |
| ---- | ---- | ---- | ---- | ---- | ---- | ---- |
| -    | -    | 271  | 266  | 229  | 189  | 248  |

|  |